# Ogyrides
Ogyrides is een geslacht van kreeftachtigen uit de klasse van de Malacostraca (hogere kreeftachtigen).

## Soorten
- Ogyrides alphaerostris (Kingsley, 1880)
- Ogyrides delli Yaldwyn, 1971
- Ogyrides hayi Williams, 1981
- Ogyrides mjoebergi (Balss, 1921)
- Ogyrides orientalis (Stimpson, 1860)
- Ogyrides rarispina Holthuis, 1951
- Ogyrides saldanhae Barnard, 1947
- Ogyrides sibogae de Man, 1910
- Ogyrides striaticauda Kemp, 1915
- Ogyrides tarazonai Wicksten & Méndez G., 1988